# Amphipyra infuscata
Amphipyra infuscata là một loài bướm đêm trong họ Noctuidae.